# Le Castelet
Le Castelet – gmina we Francji, w regionie Normandia, w departamencie Calvados. W 2013 roku liczba ludności wynosiła 1345 mieszkańców. 
Gmina została utworzona 1 stycznia 2019 roku z połączenia dwóch ówczesnych gmin: Garcelles-Secqueville oraz Saint-Aignan-de-Cramesnil. Siedzibą gminy została miejscowość Saint-Aignan-de-Cramesnil. 